# Малый Каменный мост
Ма́лый Ка́менный мост — один из мостов по течению Водоотводного канала Москвы. Является продолжением Большого Каменного моста; соединяет улицы Серафимовича и Большая Полянка.
Первый мост через Водоотводный канал на этом месте был построен в 1788 году. Мост был деревянным и назывался Козьмодемьянским (по церкви Козьмы и Дамиана). 
В 1880 году был построен каменный трёхпролётный мост, получивший название Малый Каменный.
Современный однопролётный арочный железобетонный мост с длиной пролёта 55,2 м построен в 1938 году (инженер И. Н. Гольбродский, архитекторы К. Н. Яковлев, Ю. Н. Яковлев).  
 
До 1941 года на мосту имелись трамвайные пути.